# ديفيد نيلسون (سياسي أمريكي)
ديفيد نيلسون (بالإنجليزية: David Nelson)‏ هو سياسي أمريكي، ولد في 6 أغسطس 1941 في بيندلينتون في الولايات المتحدة. حزبياً، نشط في Oregon Republican Party ‏ والحزب الجمهوري. وقد انتخب عضو مجلس ولاية أوريغون.